# Ziphosuchia
De Ziphosuchia zijn een clade van uitgestorven mesoeucrocodylische crocodyliformen die notosuchiërs en sebecosuchiërs omvat.

## Systematiek
De clade, de 'dolkkrokodillen' genaamd naar de vorm van hun tanden, werd benoemd door Francisco Ortega in 2000 en omvatte Notosuchus, Libycosuchus en Sebecosuchia. In een fylogenetische studie uit 2004 werd het gedefinieerd als de laatste gemeenschappelijke voorouder van Notosuchus, Libycosuchus en Baurusuchoidea en al zijn nakomelingen.
Ziphosuchia wordt vaak beschouwd als de zustergroep van Neosuchia, een clade die moderne krokodilachtigen omvat. Razanandrongobe is de oudste vertegenwoordiger van deze clade.